# Michal Jonáš
Michal Jonáš (Senica, 25 settembre 1986) è un ex calciatore slovacco, di ruolo difensore.

## Carriera

### Nazionale
Ha giocato la sua unica partita per la Nazionale slovacca nel 2006.